# Брюніг (перевал)
Перевал Брюніг, на висоті 1 008 м, з’єднує Бернські гори та центральну Швейцарію, з’єднуючи Майрінген у кантоні Берн та Лунгерн у кантоні Обвальден. Знаходиться на вододілі між верхів'ям Ааре, що протікає через озера Брінц і Тун, і Зарнер Аа, що впадає в озеро Люцерн.
Перевал перетинає залізнична лінія Zentralbahn's Брюнінг між Люцерном та Інтерлакеном, а станція Брюніг-Гасліберг цієї лінії розташована на перевалі. Перевал також перетинає автомагістраль A8 між Люцерном і Шпіцом. Залізничні та автомобільні переїзди зазвичай залишаються відкритими протягом зими.
Перевал є початковою або кінцевою точкою багатьох походів. Особливо популярним є маршрут до або з Бріензер Роторн, до якого можна дістатися залізницею з обох кінців.
Перевал знаходився на загальному транспортному маршруті з південними перевалами Грімзель і Ґріс, що сполучав центральну Швейцарію з сучасною італійською Домодоссолою. Передбачається, що маршрут використовувався з римських часів, коли римляни контролювали Віндонісу.
У 1339 році воїни центральної Швейцарії рушили до битви при Лаупені через перевал Брюніг. У 1383 році воїни Люцерна, Швіцу та Урі, зокрема, перетнули перевал Брюніг, щоб підтримати бернські війська в облозі Бургдорфа.
У 1856 році на федеральні кошти була побудована вулиця над перевалом. У 1861 році було завершено та урочисто відкрито дорогу.